# Stanzertal
Stanzertal är en dal i Österrike.   Den ligger i förbundslandet Tyrolen, i den västra delen av landet, 500 km väster om huvudstaden Wien.
Trakten runt Stanzertal består i huvudsak av gräsmarker. Runt Stanzertal är det ganska glesbefolkat, med 27 invånare per kvadratkilometer.